# Luigi Riva
Luigi Riva (n. 7 noiembrie 1944, Leggiuno, Lombardia, Regatul Italiei – d. 22 ianuarie 2024, Cagliari, Sardinia, Italia), mai bine cunoscut ca Gigi Riva sau după porecla lui Rombo di Tuono (Fulgerul), a fost un jucător italian de fotbal și cel mai bun marcator din istoria Italiei. Considerat unul dintre cei mai buni marcatori din generația sa, Riva a marcat un număr deosebit de goluri pentru Cagliari mulțumită detentei bune cu capul și șutului foarte bun cu piciorul stâng.